# Пивоваров, Иван Никифорович
Ива́н Ники́форович Пивова́ров (1892, Ростов-на-Дону — 14 сентября 1937 года, Москва) — советский политический и государственный деятель.

## Биография
Иван Никифорович Пивоваров родился в 1892 году. Место проживания: город Пятигорск.
- Образование: низшее.
- член ВКП(б);
- должность — председатель Орджоникидзевского крайисполкома.
- 9 апреля 1937 года — арестован;
  - По обвинению во вредительстве, подготовке терактов и руководстве диверсионно-террористической организацией.
  - Осуждён Военной коллегией Верховного cуда СССР по обвинению во вредительстве, подготовке терактов и руководстве диверсионно-террористической организацией;
  - 14 сентября 1937 года — Приговорён к расстрелу
- 14 сентября 1937 года — расстрелян (Приговор приведён в исполнение).
  - Место захоронения: Донское кладбище, могила 1

- 12 декабря 1956 года — реабилитирован, определением Военной коллегии Верховного суда СССР
  - Место хранения дела: Центральный архив ФСБ России